# Station Wilbeauroux
Station Wilbeauroux was een spoorwegstation langs spoorlijn 121 in de deelgemeente Roux van de Belgische stad Charleroi.

## Aantal instappende reizigers
De grafiek en tabel geven het gemiddeld aantal instappende reizigers weer op een week-, zater- en zondag.
| Tabel: aantal instappende reizigers station Wilbeauroux | Tabel: aantal instappende reizigers station Wilbeauroux | Tabel: aantal instappende reizigers station Wilbeauroux | Tabel: aantal instappende reizigers station Wilbeauroux |
|                                                         | Weekdag                                                 | Zaterdag                                                | Zondag                                                  |
| ------------------------------------------------------- | ------------------------------------------------------- | ------------------------------------------------------- | ------------------------------------------------------- |
| 1977                                                    | 132                                                     | 31                                                      | 20                                                      |
| 1978                                                    | 111                                                     | 32                                                      | 33                                                      |
| 1979                                                    | 127                                                     | 55                                                      | 26                                                      |
| 1980                                                    | 124                                                     | 27                                                      | 21                                                      |
| 1981                                                    | 164                                                     | 23                                                      | 20                                                      |
| 1982                                                    | 97                                                      | 31                                                      | 26                                                      |
| 1983                                                    | 120                                                     | 24                                                      | 12                                                      |

0,0: Roux ·
1,0: Wilbeauroux ·
2,0: Courcelles-Centre ·
5,1: Trazegnies ·
7,9: Forchies ·
10,0: Piéton
0,0: Lambusart ·
3,1: Le Vieux Campinaire ·
6,0: Ransart ·
10,0: Masses-Diarbois ·
13,4: Houbois ·
14,5: Jumet-Brûlotte ·
15,3: Malavée ·
16,8: Sart-les-Moines ·
18,0: Wilbeauroux